# 남장대
남장대(南將臺)는 북한산성에 설치된 3개소의 장대 중 하나이다. 조선 시대에는 어영청의 장수가 주둔했으며, 행궁을 비롯한 성내 시설물을 관리하기 위한 지휘·관측소로 쓰였다. 북한산 상원봉의 줄기인 나한봉(羅漢峯:현 715봉) 동북쪽에 위치한다. 현재는 기단석만 남아 있다.